# Mamestra juncta
Mamestra juncta är en fjärilsart som beskrevs av Barend J. Lempke 1964. Mamestra juncta ingår i släktet Mamestra och familjen nattflyn. Inga underarter finns listade i Catalogue of Life.